# قرار مجلس الأمن التابع للأمم المتحدة رقم 230
قرار مجلس الأمن الدولي رقم 230،الذي اعتمد بالإجماع في 7 ديسمبر 1966،بعد دراسة طلب بربادوس الأنضمام لعضوية الأمم المتحدة،أوصى المجلس الجمعية العامة بقبول طلب باربادوس لعضوية الأمم المتحدة.